# 爱德华多·阿莱莫
爱德华多·阿莱莫（義大利語：Edoardo Alaimo，1893年1月8日—1962年3月13日），意大利击剑运动员。他曾代表意大利参加1912年夏季奥林匹克运动会击剑比赛男子个人花剑、男子个人佩剑和男子团体佩剑三个小项。